# Juliana de Nassau-Dillenburg
Juliana de Nassau-Dillenburg (em alemão:  Juliane; Dillenburg, 3 de setembro de 1587 — Rotemburgo do Fulda, 15 de fevereiro de 1643) foi a segunda esposa de Maurício I, Conde de Hesse-Cassel.

## Família
Juliana era a quinta filha do conde João VII de Nassau e da condessa Madalena de Waldeck. Os seus avós paternos eram o conde João VI de Nassau-Dillenburg e a condessa Isabel de Leuchtenberg. Os seus avós maternos eram o conde Filipe IV de Waldeck-Wildungen e a condessa Jutta de Isenburg.

## Biografia
Juliana casou-se a 22 de maio de 1603 com o conde Maurício de Hesse-Cassel, tornando-se a sua segunda esposa. Entre 1603 e 1628 deu à luz sete filhos e sete filhas. Para garantir que todos eles tinham rendimentos dignos de um conde, Juliana começou lentamente a transferir dinheiro e direitos de sucessão aos seus filhos, acabando por assegurar um quarto de Hesse-Cassel para os seus filhos. Contudo, esta área continuou a estar sob a administração de Hesse-Cassel. Assim, os filhos de Juliana criaram os ramos de Hesse-Rotenburg, Hesse-Eschwege e Hesse-Rheinfels. Hermano e Frederico morreram sem descendência e, em 1658, Ernesto tinha já herdado todas as partes desta área. Apesar de tudo, nos duzentos e cinquenta anos que se seguiram, a área seria novamente dividida e unificada em ramos como os Hess-Rheinfels-Roternburg, Hesse-Eschwege-Wanfried e Hessea-Rotenburg-Eschwege.
O marido de Juliana abdicou do trono em 1627, pressionado pelos outros estados do Sacro Império Romano-Germânico, retirando-se para Eschwege, onde morreu em 1632. Hesse-Cassel foi herdado por Guilherme V, o filho mais novo de Maurício do seu primeiro casamento. Em 1629, Juliana e os seus filhos mudaram-se para o Castelo de Rotenburg, onde Juliana morreu em 1643.

## Descendência
1. Filipe de Hesse-Cassel (26 de novembro de 1604 - 17 de junho de 1626), morreu aos vinte e três anos; sem descendência.
2. Inês de Hesse-Cassel (13 de maio de 1606 - 28 de maio de 1650), casada com o príncipe João Casimiro de Anhalt-Dessau; com descendência.
3. Hermano de Hesse-Rotenburg (15 de agosto de 1607 - 25 de março de 1658), casado primeiro com Sofia Juliana de Waldeck; sem descendência. Casado depois com Juliana de Anhalt-Dessau; sem descendência.
4. Juliana de Hesse-Cassel (7 de outubro de 1608 - 11 de dezembro de 1628)
5. Sabina de Hesse-Cassel (5 de julho de 1610 - 21 de maio de 1620), morreu aos nove anos de idaade.
6. Madalena de Hesse-Cassel (25 de agosto de 1611 - 12 de fevereiro de 1671, casada com Henrique Adolfo de Salm-Reifferscheid; com descendência.
7. Maurício de Hesse-Cassel (13 de junho de  1614 - 16 de fevereiro de 1633), morreu aos dezoito anos de idade.
8. Sofia de Hesse-Cassel (12 de setembro de 1615 - 22 de novembro de 1670]) casada com o conde Filipe de Schaumburg-Lippe; com descendência.
9. Frederico de Hesse-Eschwege (9 de maio de 1617 - 24 de setembro de 1655), casado com Leonor Catarina de Zweibrücken-Kleeburg; com descendência.
10. Cristiano de Hesse-Cassel (5 de fevereiro de 1622 - 14 de novembro de 1640), morreu aos dezoito anos de idade; sem descendência.
11. Ernesto I de Hesse-Rheinfels-Rotenburg (17 de dezembro de 1623 - 12 de maio de 1693), casado primeiro com a condessa Maria Leonor de Solms-Lich; com descendência. Casou-se depois com Alexandrine von Dürniz; sem descendência.
12. Cristina de Hesse-Cassel (9 de julho de 1625 - 25 de julho de 1626), morreu com um ano de idade.
13. Filipe de Hesse-Cassel (28 de setembro de 1626 - 8 de julho de 1629), morreu aos dois anos de idade.
14. Isabel de Hesse-Cassel (23 de outubro de 1628 - 10 de fevereiro de 1633), morreu aos quatro anos de idade.